# 前76年
| 千纪： | 前1千纪 |
| 世纪： | 前2世纪 \| 前1世纪 \| 1世纪                                                                                |
| 年代： | 前100年代 \| 前90年代 \| 前80年代 \| 前70年代 \| 前60年代 \| 前50年代 \| 前40年代                          |
| 年份： | 前81年 \| 前80年 \| 前79年 \| 前78年 \| 前77年 \| 前76年 \| 前75年 \| 前74年 \| 前73年 \| 前72年 \| 前71年 |
| 纪年： | 西汉元凤五年                                                                                               |

## 大事记
- 撒罗米·亚历山大成为犹地亚女王。
- 海卡努斯二世成为耶路撒冷大祭司。

## 出生
- 汉元帝（前33年去世）。

## 逝世
- 亚历山大·雅那流斯